# Búlandshöfði
Búlandshöfði är en kulle i republiken Island. Den ligger i regionen Västlandet, 120 km nordväst om huvudstaden Reykjavík. Toppen på Búlandshöfði är 325 meter över havet.
Runt Búlandshöfði är det mycket glesbefolkat, med 2 invånare per kvadratkilometer. Närmaste större samhälle är Ólafsvík, omkring 12 kilometer sydväst om Búlandshöfði. Trakten runt Búlandshöfði består i huvudsak av gräsmarker.